# Leptotarsus (Aurotipula) auroatrus
Leptotarsus (Aurotipula) auroatrus is een tweevleugelige uit de familie langpootmuggen (Tipulidae). De soort komt voor in het Australaziatisch gebied.